# 張氏 (苻堅)
張氏（?—?），苻堅的妃子，苻堅統一中國北方後，想南下消滅東晉，張氏和大臣紛紛勸阻，苻堅不聽，還嘲諷張氏：「軍旅之事不是你們女人應該參與的。」苻堅執意起兵討伐東晉。張氏請求跟隨大軍出征，苻堅同意。結果前秦軍隊在淝水之戰大敗，張氏於是自殺殉國。

## 延伸阅读
[在维基数据编辑]
 《晉書·卷096》，出自房玄齡《晉書》